# Jean-Georges Noverre
Jean-Georges Noverre (ur. 30 marca ? 1727 w Paryżu, zm. 19 listopada 1810 w Saint-Germain-en-Laye) – francuski tancerz i wybitny choreograf pochodzenia szwajcarskiego.
Wielki reformator tańca scenicznego, najwybitniejszy twórca i teoretyk tzw. ballet d'action czyli baletu z akcją, którego teorię wyłożył w swoich Lettres sur la dance et sur les ballets. Uznawany jest powszechnie za ojca teatru baletowego, a dzień jego chrztu, 29 kwietnia 1727, został ogłoszony w 1982 roku przez UNESCO i obchodzony jest odtąd jako Międzynarodowym Dniem Tańca.

## Dzieciństwo
Jego rodzice pochodzili ze Szwajcarii, z Lozanny. Ojciec służył w armii króla Szwecji Karola XII. Niektórzy historycy, w ich liczbie André Levinson, kwestionują szwajcarskie pochodzenie Noverre'a, ale pewne dane zdają się przemawiać za autentycznością tego faktu: po pierwsze znajdujemy wzmianki o tym w listach członków jego rodziny, a po drugie wiemy, że często wrogowie Noverre'a w Paryżu używali jako broni przeciw niemu argumenty obcości nazywając go "l'entranger".
Bardzo wcześnie przejawił zamiłowanie do teatru i specjalnie do tańca. Ojciec umieścił dziesięcioletniego chłopca w klasie znakomitego tancerza Louisa Dupré. Jean-Georges czynił szybkie postępy i kiedy miał 13 lat, mógł już wystąpić publicznie tańcząc pas de deux z młodziutką podówczas panną Puvigné. Był to menuet ułożony specjalnie dla chłopca przez świetnego tancerza i pedagoga François-Roberta Marcela. Występ ten odbył się w 1741 roku w teatrze na La Foire Saint-Laurent, później zaś na dworze Ludwika XV w Fontainebleau.

## Tancerz
O karierze Noverre'a jako tancerza wiemy niewiele, bardzo wcześnie bowiem młody artysta idąc drogą swego powołania, porzucił występy i poświęcił się pracy baletmistrzowskiej. Na razie jednak Noverre przyjmuje engagement do Berlina jako tancerz corps de ballet w zespole francuskiego choreografa Jeana-Barthélemy Lany. Były to czasy panowania w Prusach Fryderyka II. Król ten podówczas darzył wielkim afektem tancerkę, włoską Barbarę Campanini zwaną La Barbarina, która po swym krótkim, pełnym powodzenia i przygód pobycie w stolicy Francji odnosiła tryumfy w Berlinie. Chcąc otoczyć Barbarinę zespołem wysokiej klasy, zwraca się król właśnie do Lany, powierzając my zadanie zorganizowania takiego zespołu. Lany przyjeżdża do Berlina ze swymi siostrami i dość licznym zespołem. Jednakże praca francuskich artystów na dworze Fryderyka II nie trwa długo, zrażeni sztywnością pruskich obyczajów dworskich i skąpstwem króla, który stale zalega z wypłatą gaż. Podczas pobytu w Berlinie zdarza się fakt, który zaważy na dalszym życiu Noverre'a: poznaje mianowicie Glucka, z którym niejednokrotnie w przyszłości będzie współpracował. W roku 1747 Noverre wraz z Lany wraca do Francji. Dwa lata upłyną mu na występach w Marsylii i Lyonie. Ma teraz 20 lat, ciągle występuje jako tancerz i jeszcze pozostaje w cieniu.

## Baletmistrz

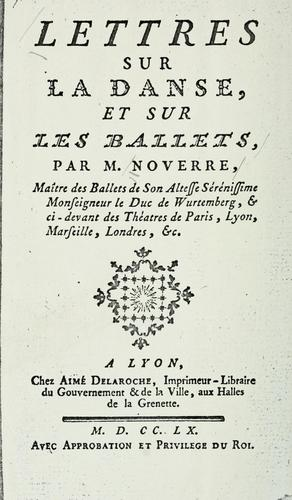
Pierwsze wydanie słynnych Lettres sur la dance et sur les ballets Noverre'a, Lyon 1760

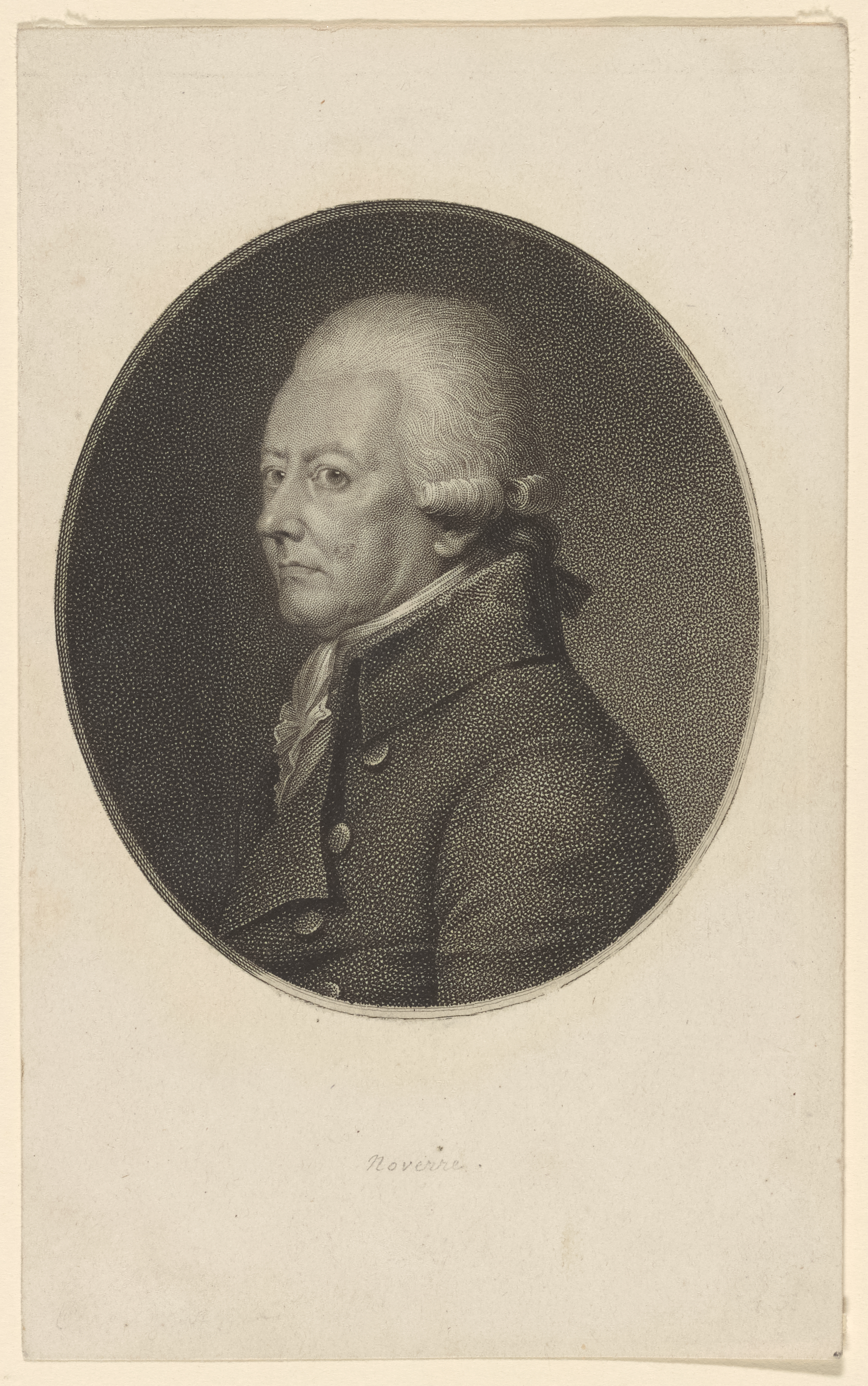
Jean-Georges Noverre

Rok 1749 decyduje o dalszych losach młodego artysty. Zostaje zaangażowany przez Jeana Monneta, dyrektora widowisk na Foire Saint-Laurent. I choć spektakle odbywają się tam sporadycznie, sezon trwa bowiem zaledwie parę miesięcy w roku, Noverre z młodzieńczą werwą oddaje się pracy i tworzy barwne widowiska, wśród których wyróżnia się specjalnie Ballet chinois ze scenami pantomimicznymi, błyskawicznymi efektami scenicznymi. Wszystko świadczyło o niezwykłej inwencji baletmistrza. Powodzenie jest ogromne, tłumy odwiedzają "teatr na jarmarku".
Noverre realizuje potem swoje spektakle w Marsylii, Strasburgu i wreszcie w Grand Théâtre w Lyonie. Tu zostaje zaangażowany przez znakomitego aktora komediowego, a zarazem dyrektora teatru Pierre'a-Louisa Dubus zwanego Préville. W pierwszym sezonie występuje głównie jako tancerz i nawet partneruje znakomitej Marie-Anne de Cupis Camargo, będącej zresztą u schyłku swej sławy. W drugim sezonie natomiast wystawia swój chiński balet, który doznaje nadzwyczaj przychylnego przyjęcia. Jednakże Préville ze względów finansowych przerywa swą działalność i Noverre wraca do Paryża, gdzie znów natychmiast angażuje go Monnet. 1 lipca 1754 afisz teatru Foire Saint-Laurent ogłasza premierę "Les Fêtes Chinoises kompozycji Pana Noverre, dekoracje Panów Guillet i Moulin malarzy Królewskiej Akademii Muzyki, kostiumy według rysunków Boqueta".
Swoje słynne balety realizował Noverre kolejno w Paryżu, Londynie, Lyonie, Stuttgarcie, Wiedniu, Mediolanie oraz ponownie w Paryżu i Londynie, a potem były one naśladowane i wystawiane we wszystkich ośrodkach baletowych Europy, także w Warszawie. Z Noverrem pracowali w różnych latach wszyscy najwybitniejsi tancerze baletowi XVIII wieku (jak Gaetano Vestris, Charles Le Picq i in.), którzy popularyzowali później twórczość choreograficzną swojego mistrza w całej Europie. Dzięki niemu i jego naśladowcom wcześniejszy bezideowy, rozrywkowy taniec teatralny przerodził się z czasem na wszystkich scenach europejskich w teatr baletowy.

## Twórczość choreograficzna
Jean-Georges Noverre był twórcą wielu znanych baletów dramatycznych, anakreontycznych i mitologicznych, a wśród nich:
- 1757: Toaleta Wenus (Lyon)
- 1758: Śmierć Ajaksa (Lyon)
- 1760: Rinaldo i Armida (Lyon)
- 1761: Alcesta (Stuttgart)
- 1762: Śmierć Herkulesa (Stuttgart)
- 1762: Psyche i Amor (Stuttgart)
- 1763: Medea i Jazon (Stuttgart)
- 1764: Hypermnestra (Stuttgart)
- 1767: Les Petits riens (Wiedeń)
- 1768: Don Kichot (Wiedeń)
- 1770: Diana i Endymion (Wiedeń)
- 1772: Agamemnon pomszczony (Wiedeń)
- 1772: Ifigenia w Taurydzie (Wiedeń)
- 1773: Acis i Galatea (Wiedeń)
- 1773: Adèle de Ponthieu (Wiedeń)
- 1773: Aleksander i Campaspe (Wiedeń)
- 1774: Horacjusze i Kuracjusze (Wiedeń)
- 1776: Kaprysy Galatei (Paryż)
- 1778: Annette i Lubin (Paryż)
- 1778: Les Petits riens (nowa wersja z muzyką W.A. Mozarta, Paryż)
- 1782: Apollo i muzy (Londyn)

## Noverre w Warszawie
Jean-Georges Noverre nigdy nie pojawił się wprawdzie w Warszawie, ale warto wiedzieć, że w 1766 usilnie starał się o posadę baletmistrza w teatrze Stanisława Augusta. Jednak po jego głośnych, niedawnych przedstawieniach w teatrach dworskich Stuttgartu i Ludwigsburga ciągnęła się za nim fama niezwykłej kosztowności jego widowisk baletowych. Nasz dwór nie zdecydował się więc zaangażować słynnego choreografa. Przy tej okazji Noverre przesłał polskiemu królowi zadedykowane mu 11-tomowe rękopiśmienne dzieło Ballets de Noverre (bezcenne dziś, a przechowywane w Gabinecie Rycin Biblioteki Uniwersytetu Warszawskiego), zawierające jego teorię baletu, libretta i partytury muzyczne jego najcenniejszych dzieł choreograficznych, a także przepiękne projekty słynnych kostiumów Louisa-Réne Boqueta do jego baletów. Król zapłacił choreografowi za jego przesyłkę, ale jego oferty nie przyjął.
Balety Noverre'a wystawiano jednak na scenie warszawskiej, realizowane u nas w XVIII wieku (na scenach Operalni Saskiej, a potem Teatru na placu Krasińskich) przez takich zagranicznych baletmistrzów, uczniów i naśladowców Noverre'a, takich jak: Gaetano Vestris (pierwsza warszawska realizacja Medei i Jazona), Daniel Curz, Leopold Frühmann, Francesco Caselli, François Gabriel Le Doux czy Charles Le Picq, Wspomniane dzieło Noverre'a, pozostające w prywatnej bibliotece Stanisława Augusta do końca jego panowania, było bez wątpienia cenną pomocą dla tych choreografów w odtwarzaniu baletów ich mistrza na scenie warszawskiej.